# Akt poświadczenia dziedziczenia
Akt poświadczenia dziedziczenia – dokument sporządzony przez notariusza,  nie będący aktem notarialnym, stanowiący osobną czynność notarialną, do której odpowiednio stosuje się przepisy dotyczące aktów notarialnych (art. 95n § 1 prawa o notariacie), będący wskazaniem w niespornych postępowaniach spadkowych spadkobierców danego spadkodawcy i przysługujących im udziałów w spadku oraz wskazaniem osób, na których rzecz spadkodawca uczynił zapisy windykacyjne. Wpisywany do Rejestru Spadkowego prowadzonego zgodnie z art. 95i ustawy Prawo o notariacie. Rejestr nie zawiera treści dokumentów potwierdzających dziedziczenie, tylko informacje gdzie (w jakich instytucjach) takie dokumenty można odnaleźć. Obejmuje dziedziczenie na podstawie ustawy oraz testamentu, z wyłączeniem testamentów szczególnych. Akt sporządza się przede wszystkim na podstawie oświadczeń osób, które mogą wchodzić w rachubę jako spadkobiercy ustawowi i testamentowi oraz na rzecz których spadkodawca uczynił zapisy windykacyjne, a także na podstawie odpisu aktu zgonu spadkodawcy i odpisów aktów stanu cywilnego wymienionych osób. Notariusz spisuje protokół dziedziczenia przy udziale wszystkich osób wchodzących do kręgu spadkobierców ustawowych i testamentowych, a także osób, na których rzecz spadkodawca uczynił zapisy windykacyjne (art. 95b ustawy). Oznacza to zatem, że konieczna jest jednoczesna obecność wszystkich osób wchodzących do tego kręgu, czyli także tych, które nie dziedziczą, dlatego że  spadkodawca sporządził testament.
Instytucja aktu poświadczenia dziedziczenia została wprowadzona w 2009 roku, w wyniku prac legislacyjnych na podstawie projektu ustawy, przedstawionym Ministrowi Sprawiedliwości przez Fundację Centrum Naukowe Notariatu. Wcześniej nabycie spadku mogło być stwierdzone wyłącznie postanowieniem sądu. Notariusz może sporządzić akt poświadczenia dziedziczenia od 1 marca 2009 r. (Dnia 2 października 2008 roku weszła w życie ustawa z dnia 24 sierpnia 2007 r. o zmianie ustawy o – Prawo o notariacie i niektórych innych ustaw). Spadkobiercy mają zatem wybór: czy w celu stwierdzenia praw do spadku udać się do sądu czy do notariusza, za wyjątkiem  powołania do spadku małoletniego, wówczas konieczna staje się wyłącznie droga sądowego stwierdzenia nabycia spadku..